# Franca Raimondi
Franca Raimondi (Monopoli, 1932. július 8. – Monopoli, 1988. augusztus 28.) olasz énekesnő. Ő volt Olaszország egyik első képviselője az 1956-os Eurovíziós Dalfesztiválon, az Aprite le finestre című dallal. (Hogy milyen eredményt ért el, az a mai napig nem derült ki.)
1956 és 1958 között Raimondi a Gian Stellari Orchestra vezető énekese volt. 1960-ban a Canzone all'antica dallal nevezett a Festival di Napoli versenyére. A későbbi években lelassította tevékenységét, karrierjét az élő fellépésekre összpontosítva.

## Fordítás
- Ez a szócikk részben vagy egészben  a   Franca Raimondi  című olasz Wikipédia-szócikk ezen változatának fordításán alapul.  Az eredeti cikk szerkesztőit annak laptörténete sorolja fel. Ez a jelzés csupán a megfogalmazás eredetét és a szerzői jogokat jelzi, nem szolgál a cikkben szereplő információk forrásmegjelöléseként.